# Fi 167魚雷轟炸機
費舍爾Fi 167是德國於1930年代計畫服役於新式航空母艦上面的雙翼魚雷轟炸機與偵察機。

## 設計與開發
當於1937年開始建造第一艘航空母艦齊柏林伯爵號，費舍爾與阿拉多飛機製造廠受命針對開發艦載版的魚雷轟炸機。於1938年夏天時費舍爾開發出性能優於阿拉多Ar 195魚雷轟炸機。
在生產2架原型機之後（Fi 167 V1 & Fi 167 V2），總計生產12架預產機（Fi 167 A-0）。這些只有針對原型機進行稍微的修改。Fi 167完美達成所有的性能需求，它擁有完美的飛控能力並可攜帶高達2倍的有效武裝載荷。就如同的Fi-156鸛式一樣，Fi 167擁有卓越的慢速性能；該機幾乎可以在移動的航母甲板上進行垂直起降。

## 服役與作戰
當齊柏林伯爵號無法於1940年之前如期完工時，Fi 167一直處於低優先等級的狀態。當新航母於1940年完全停工時先前出廠的Fi 167隨即進入納粹德國空軍服役並編成Erprobungsgruppe 167。
當齊柏林伯爵號於1942年重新復工時，Ju 87C則擔負起偵查轟炸機的角色，至於魚雷轟炸機看似不被需要。9架現存Fi 167是被送往駐防荷蘭的海岸防衛隊並於1943年夏天返回德國駐防。隨後它們被賣給克羅埃西亞，由於它具有優越的短場起降與承載彈藥的能力（在適當的情況下，該機幾乎可以垂直起降）故可以為被圍困的克羅埃西亞軍隊進行軍械與物資之補給直到戰爭結束。1944年10月10日在一次日常任務中，接近錫薩克空域一架克羅地亞獨立國空軍的Fi 167被5架英國皇家空軍第213中隊的P-51戰鬥機圍攻。Fi 167的飛行員在被擊落之前成功的擊落P-51戰鬥機－可能是這場戰爭中雙翼機最後一次擊墜敵軍的記錄。
剩餘的飛機被捷克斯洛伐克布傑約維采的德國航空飛機試驗協會Deutsche Versuchsanstalt für Luftfahrt用於做為起落架構型試驗。大機翼所產生的低著陸速度讓Fi 167對於這項任務絕對勝任愉快，由於為了測試著陸時的高翼負荷故將機翼外側的起落架給予拆除。Fi 167無現存機型。

## 主要性能參數（Fi 167）
参考资料：
基本信息
- 机组：2（飛行員及炮擊手）

性能
武器

- 機槍：兩挺7.92毫米MG 17機槍，一艇7.92毫米MG 15機槍於駕駛座後方觀察座。
- 炸彈：

  - 1×1000公斤（2,200磅）炸彈
  - 1×765公斤（1,685磅）魚雷